# Filoromo de Alejandría
San Filoromo fue un mártir cristiano que fue tribuno militar en Alejandría durante la persecución de Diocleciano.
San Filoromo fue martirizado junto con San Fileas. El martirio de estos dos santos, según Ruinart, tuvo lugar en el año 306; y él mismo juzga que fue anterior al de Santa Teodora.

## Persecución en Egipto
Nos dice Eusebio que en Egipto, durante la persecución de Diocleciano, casi innumerables hombres con sus mujeres e hijos murieron por la fe con varios suplicios. Después de las uñas de hierro, azotes cruelísimos y otros horrorosos tormentos, unos fueron arrojados a las llamas, otros sumergidos en el mar, a otros se les cortó la cabeza. Algunos murieron en los mismos ríos tormentosos, otros perecieron de hambre y muchos clavados en cruz o del modo regular en los malhechores o con la extraordinaria atrocidad de clavarlos con la cabeza hacia abajo y dejarlos en la cruz hasta que muriesen por sí mismos de hambre o de dolor. 
Pero son inexplicables e increíbles, prosigue Eusebio, los tormentos que padecieron los mártires en la Tebaida. En vez de uñas de hierro, se valían de cascos puntiagudos para rasgar, no alguna parte del cuerpo por breve rato sino todo el cuerpo, y hasta que los mártires espiraban. A las mujeres desnudas las ataban por un solo pie y así las levantaban con máquinas y quedaban colgadas con la cabeza abajo de un modo en extremo vergonzoso y cruel. A veces, bajaban con mucha violencia dos ramas grandes de dos árboles, ataban a los mártires una pierna en cada una, soltaban las ramas y al enderezarse se despedazaban los santos cuerpos con una violencia espantosa.
Estos horrores no se acabaron en poco tiempo: duraron algunos años. Unos días morían diez, otros veinte y más a veces hasta treinta y aun sesenta y alguna vez en un mismo día murieron cien entre hombres, mujeres y niños con varios tormentos. A todo esto, añade Eusebio, que él mismo hallándose en aquellas partes vio un día que fueron tantos los quemados y degollados, que los instrumentos embotados ya no querían cortar y los verdugos de puro cansados no podían más. Vio también que apenas se acababa el interrogatorio y se daba sentencia contra algunos cristianos, los que tenían luego saltaban otros al tribunal, y se confesaban cristianos.

## Martirio de San Filoromo
Todos sufrían la cuestión de tormento y demás suplicios con serenidad, oían la sentencia de muerte con gozo, y cantaban alegres las divinas alabanzas. Entre todos, causaban singular admiración a Eusebio gran fama de ricos, nobles, elocuentes o sabios filósofos; y no obstante todo lo abandonaban. Cita a dos de estos que padecieron juntos: San Filoromo, que tenía un empleo considerable en Alejandría y San Fileas famoso filósofo, hombre riquísimo, que con sus limosnas socorría a los pobres de casi toda la provincia y era obispo de Thmuis. 
De San Fileas y San Filoromo nos dice Eusebio que un sinnúmero de amigos y parientes, los magistrados y el juez les rogaban con amistosas instancias que mirasen por sí, por sus mujeres e hijos. Mas ellos con ánimo varonil y filosófico, o por mejor decir con su voluntad religiosa y consagrada a Dios, fueron constantes contra todas las amenazas e ignominias del juez y murieron degollados con la segur. Pero se conservan todavía las actas de su martirio: en las que entre las preguntas y acciones generales, vemos cómo Filoromo, que estaba presente en el interrogatorio de Fileas, viendo que a San Fileas le daban pena las lágrimas de los parientes y réplicas del juez, exclamo: ¿Cuán en vano intentáis rendir la constancia de ese varón, y hacerle infiel a Dios? ¿No reparáis que ni os mira, ni os escucha, y que solo atiende y piensa en la gloria celestial?
Estas palabras irritaron a todos los circunstantes contra San Filoromo: pidieron que fuese sentenciado con San Fileas. Convino el juez y a ambos los condenó a muerte. Mientras iban al lugar del suplicio, un hermano de Fileas fue a decir al presidente que el Santo había apelado. Culciano le hizo venir luego mas el Santo con valor dijo: No hay tal: no apelé: no lo permitirá Dios: no hagas caso de lo que dice este infeliz. Yo doy gracias a los emperadores y presidentes, lleno de gozo de ser coheredero de Jesucristo.
Así que llegaron al lugar del suplicio, exhortó a los fieles a velar contra las tentaciones del demonio, a conservar la pureza de corazón, ser fieles a los preceptos de nuestro Señor Jesucristo e invocar al incomprensible Creador de todo, principio y fin de todas las cosas. 